# Donde caben dos
Donde caben dos es una película española de comedia estrenada en 2021. La película está dirigida por Paco Caballero y protagonizada por un elenco coral que trata sobre las relaciones de parejas, sus oscilaciones y las dificultades de separar amor y sexo.

## Sinopsis
Una pareja atrapada en la rutina, un joven desengañado de su última relación amorosa, una novia desesperada, dos primos separados desde su último verano en el pueblo, un grupo de amigos con ganas de experimentar… Durante una noche, todos ellos vivirán situaciones descabelladas en las que jamás hubieran pensado encontrarse, para terminar, a la mañana siguiente, de la mejor manera posible: muy juntos y muy revueltos.

## Reparto
| Intérprete         | Personaje              |
| ------------------ | ---------------------- |
| Ernesto Alterio    | Alberto                |
| Raúl Arévalo       | Jaime                  |
| Luis Callejo       | Paco                   |
| Anna Castillo      | Clara                  |
| Álvaro Cervantes   | Raúl                   |
| Pilar Castro       | Claudia                |
| Ángela Cervantes   | Victoria               |
| Adrià Collado      | Sergio                 |
| Carlos Cuevas      | Iván                   |
| Verónica Echegui   | Ana                    |
| Miki Esparbé       | Pablo                  |
| Ricardo Gómez      | Víctor                 |
| María León         | Alba                   |
| Melina Matthews    | Belén                  |
| Ana Milán          | Anfitriona             |
| María Morales      | Marta                  |
| Melani Olivares    | Silvia                 |
| Raúl Prieto        | Ricardo                |
| Jorge Suquet       | Miguel                 |
| Aixa Villagrán     | Liana                  |
| Alejandro Tous     | Marido Amiga Común     |
| Bruno Lastra       | Hombre Atado           |
| Marta Aguilar      | Chica Desnuda          |
| Gisela Arnao       | Amiga Común            |
| Jordi Llovet       | Amigo de Ricardo       |
| Òscar Molina       | Marido Calvo           |
| Cristian Valencia  | Morbosín Golosín       |
| Bàrbara Mestanza   | Chica Guapa Iván       |
| Andrea Eraso       | Stripper               |
| Luis Carlos Llinas | Hombre Desnudo Leyendo |
| Xesco Palacín      | Hombre Trenecito       |
| Xavier Teixidó     | Hombre Desnudo Peludo  |
| Pol Toro           | Hombre Abrazo          |
| Olivia Castanho    | Clara (voz)            |
| Nuria Costa        | Mujer Guardarropa      |
| Alicia Verdés      | Mujer Abrazo           |

## Estreno
La película comenzó su rodaje en Barcelona en noviembre de 2020. En mayo de 2021 se anuncia su fecha de estreno para el 30 de julio.